# Arnau Padrós
Arnau Padrós Feliu (Calella, Cataluña, España, 22 de mayo de 1987) es un árbitro de baloncesto español de la liga ACB. Pertenece al Comité de Árbitros de Cataluña.

## Trayectoria
Empezó a arbitrar en abril de 2006, cuando tenía 19 años. Es graduado en criminología por la Universidad Pompeu Fabra de Barcelona.
En septiembre de 2017 se anuncia su ascenso a la Liga ACB, junto a Esperanza Mendoza Holgado, Alfonso Olivares Iglesias, Alberto Sánchez Sixto y Javier Torres Sánchez.

## Temporadas
| Categoría        | País   | Año               |
| ---------------- | ------ | ----------------- |
| Categorías bases | España | 2006 - 2011       |
| Liga EBA         | España | 2011 - 2014       |
| Liga LEB         | España | 2014 - 2017       |
| Liga ACB         | España | 2017 - Actualidad |